# 虹の約束
「虹の約束」（にじのやくそく）は、小松未可子の楽曲。小松と平尾隆之が作詞、椎名豪が作曲を手掛けた。小松の4枚目のシングルとして2013年12月25日にスターチャイルドから発売された。

## 音楽性
本曲は、アニメーション映画『魔女っこ姉妹のヨヨとネネ』のテーマソングに起用された。タイトルの「虹の約束」は、小松が制作した歌詞にふさわしいものが思い浮かばないため監督の平尾隆之に命名を要請したという。
作詞は同アニメのアフレコ終了時に台本と原作である『のろい屋しまい』を参考にしながら行われた。作詞はまず小松が特にテーマを決めずにフレーズを書いた後、スタッフからアドバイスや助言を受け、それを基に最終的に作詞を行なったという。しかしスタッフからはフレーズに関してリクエストされることがなかったため少し困惑していたという。
ちなみにイントロではピアノのメロディが聴こえるため一聴しただけでは割と大人しい印象に感じるが、実際はサビにかけてテンションが上がる「壮大な曲」に仕上がっている。そのためレコーディングでは曲調と歌詞に負けずに行うのに苦労したという。ちなみに小松は2番冒頭のフレーズが同アニメの主人公であるヨヨに通じるものがあるため気に入っているという。

## シングルリリース
2014年12月25日にスターチャイルドから発売された。小松のシングルとしては前作「終わらないメロディーを歌いだしました。」から5か月ぶりのリリースとなる。
初回限定盤（KICM-91484）と通常盤（KICM-1492）の2種リリースで、初回限定盤には本曲のPVを収録したDVDが同梱されている。
2曲目「Dear My Wish」は、同アニメのBGMを歌にしたもので、同アニメの世界に来た子供の気持ちを歌っている。ちなみにタイトルの「Dear My Wish」は願いや心情が呪いと紙一重であることから付けられた。なお元がBGMがだったこともあり、非常にやりにくかったことを明かしている。
初回限定盤に収録されている3曲目「Always」は、夏に制作されたファンタジー調の曲で猛暑に嫌気が指していた小松の心情が歌詞に込められている。

## シングル収録内容

### 初回限定盤
| #         | タイトル                 | 作詞                                 | 作曲      | 編曲                                             | 時間  |
| --------- | ------------------------ | ------------------------------------ | --------- | ------------------------------------------------ | ----- |
| 1.        | 「虹の約束」             | 小松未可子、平尾隆之、椎名豪（協力） | 椎名豪    | 楊慶豪、立山秋航（ブラス・ストリングスアレンジ） | 4:20  |
| 2.        | 「Dear My Wish」         | 小松未可子、椎名豪（協力）           | 椎名豪    | 宮野幸子                                         | 6:44  |
| 3.        | 「Always」               | 小松未可子                           | 星野純一  | 星野純一                                         | 2:57  |
| 4.        | 「虹の約束（inst）」     |                                      |           |                                                  | 4:20  |
| 5.        | 「Dear My Wish（inst）」 |                                      |           |                                                  | 6:44  |
| 6.        | 「Always（inst）」       |                                      |           |                                                  | 2:53  |
| 合計時間: | 合計時間:                | 合計時間:                            | 合計時間: | 合計時間:                                        | 28:01 |

| #  | タイトル         | 作詞 | 作曲・編曲 |
| -- | ---------------- | ---- | ---------- |
| 1. | 「虹の約束」(MV) |      |            |

### 通常盤
| 全作曲: 椎名豪。 |                          |                                      |            |                                                  |      |
| #                | タイトル                 | 作詞                                 | 作曲・編曲 | 編曲                                             | 時間 |
| 1.               | 「虹の約束」             | 小松未可子、平尾隆之、椎名豪（協力） | 椎名豪     | 楊慶豪、立山秋航（ブラス・ストリングスアレンジ） | 4:20 |
| 2.               | 「Dear My Wish」         | 小松未可子、椎名豪（協力）           | 椎名豪     | 宮野幸子                                         | 6:43 |
| 3.               | 「虹の約束（inst）」     |                                      | 椎名豪     |                                                  | 4:20 |
| 4.               | 「Dear My Wish（inst）」 |                                      | 椎名豪     |                                                  | 6:39 |
| 合計時間:        | 合計時間:                | 合計時間:                            | 合計時間:  | 22:04                                            |      |

## チャート
| チャート（2013年）                | 最高位 |
| --------------------------------- | ------ |
| オリコン                          | 37     |
| Billboard JAPAN Hot Singles Sales | 33     |
| Billboard JAPAN Hot Animation     | 16     |